# Batalha de Shimonoseki

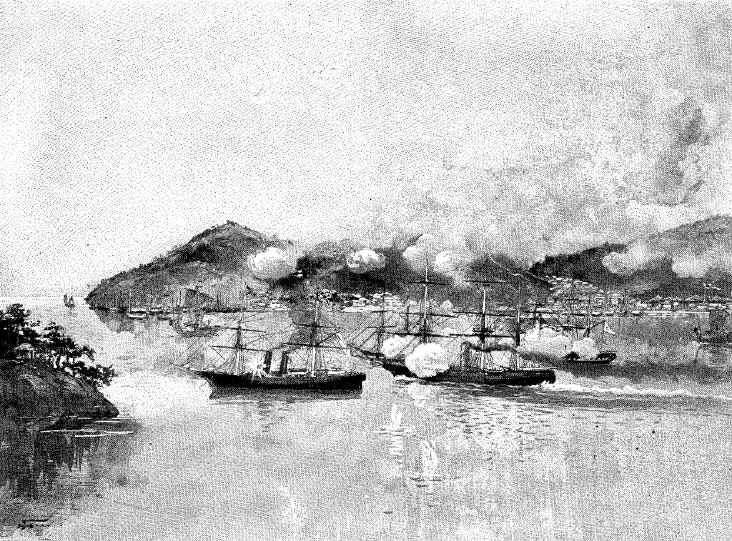
USS Wyoming em Shimonoseki

A Batalha de Shimonoseki (下关海戦, Shimonoseki Kaisen) foi uma batalha naval pouco conhecida que ocorreu no dia 16 de julho de 1863, com um navio de guerra da Marinha dos Estados Unidos, o USS Wyoming, contra o feudo do poderoso daimyo, Mōri Takachika do Domínio de Chōshū em Shimonoseki.
O USS Wyoming sob comando do capitão David McDougal navegava pelo estreito quando se deparou com uma pequena frota japonesa, que já estava influenciada pela política do Jōi chokumei e partiu para o ataque ao navio norte-americano. O enfrentamento durou por quase duas horas. Antes de se retirar McDougal afundou dois navios inimigos e danificou severamente outro, fazendo cerca de quarenta vítimas japonesas. O Wyoming sofreu danos consideráveis com quatro tripulantes mortos e sete feridos.
A batalha foi um prelúdio para a Campanha de Shimonoseki (1863 - 1864) em maior escala  por potências estrangeiras aliadas. Foi parte dos eventos conturbados do final do Shogunato Tokugawa (1854-1868), associados à abertura do Japão para os europeus e norte-americanos.